# Ahí te encargo
Ahí te encargo es una película mexicana de comedia romántica dirigida por Salvador Espinosa. La película está escrita por Leonardo Zimbrón y Tiaré Scanda, y protagonizada por Esmeralda Pimentel y Mauricio Ochmann. Se estrenó el 2 de octubre de 2020 en streaming a través de Netflix.

## Reparto
- Esmeralda Pimentel como Ceci
- Mauricio Ochmann como Álex
- Juan Martín Jáuregui como Rafa
- Montserrat Marañón como sylvia
- Moisés Arizmendi como Guillermo
- Verónica Langer como Rosaura
- Mateo Giannini como bebé Allan
- Claudia Troyo como Kenia
- Sherlyn como Lisa
- Claudia Álvarez como Maritza
- Livia Brito como Génesis
- Alejandra Robles Gil como Viviana
- Claudia Ramírez como Lucía
- Daniela Romo como Doña Clara Luz
- Claudia Martín como Perla González